# Svaneholmssjön
Svaneholmssjön är en sjö strax norr om Skurup i Skurups kommun i Skåne och ingår i Nybroån-Sege ås kustområde. Sjön är 2,5 meter djup, har en yta på 0,193 kvadratkilometer och befinner sig 57,9 meter över havet. Sjön avvattnas av vattendraget Skivarpsån. Vid provfiske har bland annat abborre, gädda, mört och ruda fångats i sjön.
Vid sjön ligger Svaneholms slott. Kring sjön går en tre km lång promenadstig. På slottet kan man köpa fiskekort och hyra roddbåt.

## Delavrinningsområde
Svaneholmssjön ingår i delavrinningsområde (615521-135285) som SMHI kallar för Ovan 615450-135530. Medelhöjden är 61 meter över havet och ytan är 6,41 kvadratkilometer. Det finns inga avrinningsområden uppströms utan avrinningsområdet är högsta punkten. Avrinningsområdets utflöde Skivarpsån mynnar i havet. Avrinningsområdet består mestadels av skog (15 %), öppen mark (15 %) och jordbruk (63 %). Avrinningsområdet har 0,19 kvadratkilometer vattenytor vilket ger det en sjöprocent på 3 %. Bebyggelsen i området täcker en yta av 0,04 kvadratkilometer eller 1 % av avrinningsområdet.

## Fisk
Vid provfiske har följande fisk fångats i sjön:
- Abborre
- Gädda
- Mört
- Ruda
- Sarv
- Sutare